# Romprest Service
Romprest Service este o companie de salubritate din România, înființata în anul 1999. Romprest Service este unul din liderii de pe piața de „facility management” și acționează în patru domenii principale: servicii de salubritate stradală și menajeră, curățenie profesională și întreținere de complexe industriale și civile, construcție, întreținere și reparații drumuri și pază, monitorizare și transport valori. Principala activitate de salubrizare a companiei este în Sectorul 1 din București.
În anul 2001 Romprest lansează pe piața din România servicii profesionale de tip Facility Management în spațiul aeroportuar.
În anul 2002  compania a deschis filiale în Germania și a înființat departamentul de învațământ pentru calificarea și recalificarea personalului.
În anul 2004, compania era controlată de finanțatorii echipei Dinamo București, Florian Walter, Cristi Borcea și Dragoș Săvulescu.
Până în 2014, fondul de investiții cu capital privat 3i, listat la bursa londoneză a deținut cel mai mare pachet de acțiuni în companie (43,76%).
În anul 2014, Dragoș Dobrescu, unul dintre cei mai puternici investitori din imobiliare, a cumpărat împreună cu Radu Budeanu, publisherul Cancan, participația de 43% pe care fondul de investiții britanic o avea în Romprest. Totodată, Romprest implementează un proiect cofinanțat prin POSDRU numit„ șanșa pentru siguranța viitorului”, în valoare de 14.203.100 lei.
Firma Detaco din Canada deține 42,7% din acțiunile Romprest iar numele lui Florian Walter apare în legătură cu firma Detaco.
Număr de angajați:
- 2021: 2070
- 2020: 2710
- 2019: 2599
- 2018: 2957
- 2017: 3449
- 2016: 3310
- 2015: 2612
- 2014: 2.700[7]
- 2009: 6.000[8]
- 2008: 4.800[9]
- 2007: 2.800[10]

Cifra de afaceri:
- 2022: 227 milioane lei
- 2021: 229 milioane lei
- 2020: 311 milioane lei
- 2019: 241 milioane lei
- 2018: 234 milioane lei
- 2017: 264 milioane lei
- 2016: 243 milioane lei
- 2015: 252 milioane lei
- 2014: 239 milioane lei
- 2013: 296 milioane lei
- 2008: 386 milioane lei (100 milioane euro)[8]
- 2007: 120 milioane lei[11]

## Grupul Romprest
Grupul Romprest include următoarele companii:
|   | Denumire entitate                  | Domeniu de activitate al entitatii              | CUI      |
| - | ---------------------------------- | ----------------------------------------------- | -------- |
| 1 | Compania Romprest Service S.A.     | Colectarea deșeurilor nepericuloase             | 13788556 |
| 2 | Romprest Servicii Integrate S.R.L. | Activități generale de curățenie a clădirilor   | 25751658 |
| 3 | Romprest Energy S.R.L.             | Colectarea deșeurilor nepericuloase             | 22762032 |
| 4 | Romprest Security S.R.L.           | Activități de protecție și gardă                | 12755542 |
| 5 | Romprest Recycling S.R.L.          | Tratarea și eliminarea deșeurilor nepericuloase | 30572748 |

## Controverse
În mai 2014, Florian Walter a fost cercetat într-un dosar de evaziune fiscală și spălare de bani. Potrivit acuzării, în perioada 2012 - 2013 firma Romprest ar fi fost implicată într-un lanț de tranzacții comerciale fictive al căror rol era fie de a reduce baza de impozitare, fie de a beneficia de returnări ilegale de TVA.
În mai 2015, Tribunalul Prahova a ridicat parțial măsura popririi asupra sumelor de bani pentru plata drepturilor salariale, a taxelor către bugetul de stat și a altor cheltuieli pentru derularea activităților în condiții normale de lucru.